# اوچ اوغلان
اوچ‌اوغلان (به لاتین: Üçoğlan) یک منطقه مسکونی در جمهوری آذربایجان است که در شهرستان آق‌دام واقع شده است. اوچ‌اوغلان ۲۵۵۵ نفر جمعیت دارد.